# Mathewson Point
Der Mathewson Point ist eine steile und felsige Landspitze an der Nordspitze der Shepard-Insel inmitten des Getz-Schelfeises vor der Hobbs-Küste des westantarktischen Marie-Byrd-Lands. Sie ist Standardort einer Brutkolonie von Adeliepinguinen.
Die Besatzung des Eisbrechers USS Glacier kartierte sie am 4. Februar 1962. Das Advisory Committee on Antarctic Names benannte sie 1962 nach Leutnant David S. Mathewson, Versorgungsoffizier des Schiffs.